# 许鸣真
许鸣真（1925年7月—1995年），河南省镇平縣人，许永跃之父。

## 生平
早年为陈赓大将秘书，曾就读于香港达德学院，后任哈军工驻京办主任，国防科工委纪委书记，第十三届中纪委委员，第八届全国政协委员。
1990年代初，曾作为大陆密使，参与两岸和谈。1992年8月，以探亲名义到台湾，面见李登辉。为筹备辜汪会谈做出了重要贡献。